# Jézus Szíve-plébániatemplom (Orosháza)
Az orosházi Jézus Szíve-plébániatemplom a város egyik helyi védettségű épülete, a neoromán építészet emléke. A településen már az Árpád-korban is állt templom, amelyről 1461-ből ismertek okleveles említések. A betelepítést követően 1792-ben épült az első, torony nélküli templom, majd 1832-ben egy újabbat emeltek késő barokk stílusban, és végül 1922-ben adták át a ma is álló templomot.

## Története
Az írott források tanúsága szerint már a középkorban is állt a településen templom. Egy 1219-es oklevél Orosházát Monor templomos falujaként említi, ami a török hódításig meg is maradt. A falu a török időkben megsemmisült, 1733-ban a templomnak már csak a romjai maradtak fenn.
Az 1744-es városalapítást követően a katolikusságot a környék urasági cselédei, illetve az örmény haszonbérlők és katonák alkották. 1788 és 1797 között a szarvasi katolikus plébánia leányegyháza volt, majd Kvartek József plébános idején 1797-től az orosházi plébánia elnyerte önállóságát.
Az egyházközség 1792-ben felépítette első templomát. A férőhelyhiány miatt 1832-ben egy másik templom is épült, késő barokk stílusban a város délkeleti részén, amely 1922-ig szolgált templomként.
Mivel a 20. század elejére egyre többen jártak misére, a korábbi templom elérte befogadóképessége határát. Az 1913-ban idekerült Molnár János plébános neki is látott egy új templom építtetésének. Az ötletet a nagyváradi püspök, gróf Széchényi Miklós is támogatta és vagyonából félmillió koronát ajánlott fel az építés céljára. A tervet két fővárosi építész, Siegel Albin és Szőts Imre készítette. Az alapkőletételre 1921. június 11-én került sor, Jézus Szíve főünnepe alkalmával. Másfél év alatt felépült az épület, amelyet 1922. november 19-én szentelt fel Brém Lőrinc kanonok, püspöki helynök. Az 1923. december 1-jén elhunyt Széchényi Miklóst az orosházi templom sírkamrájában helyezték örök nyugalomra.
1938 során egy Pietà.szobrot állítottak fel a templomkertben a Szent István-év és a budapesti eucharisztikus világkongresszus emlékére. 1944 tavaszán készült el a Rieger Ottó-féle orgonagyár tervezésében a templom orgonája, amelyet május 13-án vett használatba Tóth Ferenc.
Az épületbelsőt 1968-ban újrafestették, 1972-ben egy külső tatarozás ment végbe. Azóta újabb felújítások is történtek a templom belső terében.

## A plébánia vezetői[8]
| Plébános              | Tisztség betöltésének ideje |
| --------------------- | --------------------------- |
| Kvartek József        | 1797-1812                   |
| Tatzmann Mihály       | 1812-1814                   |
| Jakabffy Kristóf      | 1814-1846                   |
| Neumann József        | 1846-1863                   |
| gróf Pongrácz János   | 1863-1879                   |
| Lehóczky József       | 1879-1899                   |
| Bázár Gyula           | 1899-1913                   |
| Molnár János          | 1913-1940                   |
| Dr. Zahoray József    | 1940-1950                   |
| Dr. Pálmai József     | 1950-1952                   |
| Lengyel László        | 1952-1954                   |
| Mátai-Tóth József     | 1954-1966                   |
| Bagi Alajos           | 1966-1989                   |
| Baji János SBD        | 1989-1990                   |
| Sóki Károly           | 1990-1999                   |
| Kovács Andor          | 1999-2004                   |
| Bajnai István         | 2004-2005                   |
| Boldvai Antal         | 2005-2008                   |
| Fazakas Attila        | 2008-2011                   |
| Dr. Laurinyecz Mihály | 2011-2015                   |
| Iványi László         | 2015 óta                    |

## Az orgona
Az 1500 síppal rendelkező hangszert 1944-ben készítették el adományokból Schmidthauer Lajos tervei alapján a Rieger Ottó-féle orgonagyárban. 2014 őszén Csanádi László tervei alapján Sipos István újította fel az orgonát.

## Érdekesség
1947. június 1-jén látogatást tett Mindszenty József hercegprímás, esztergomi érsek és egy szabadtéri misét tartott a több tízezer híve előtt.

## Galéria

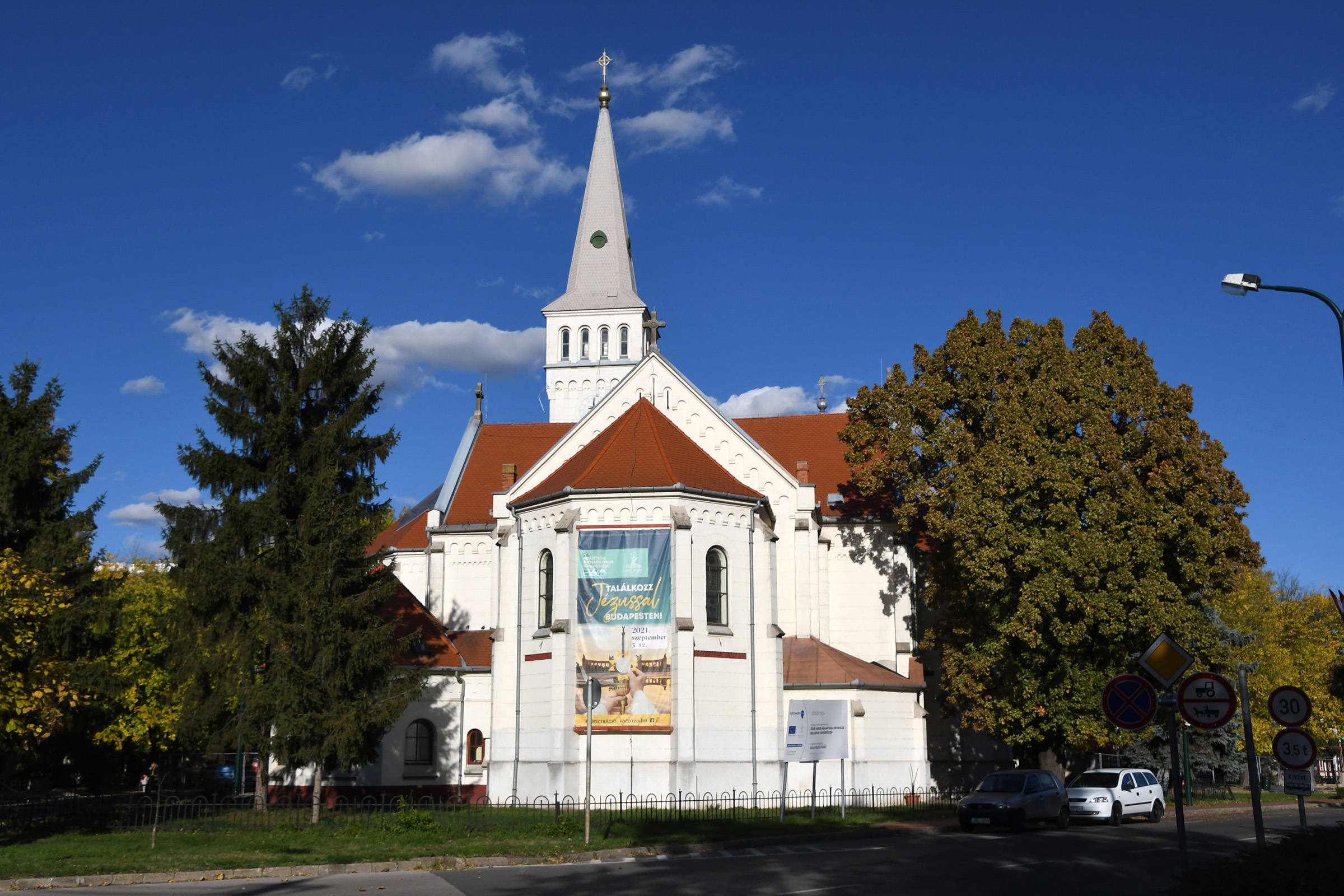
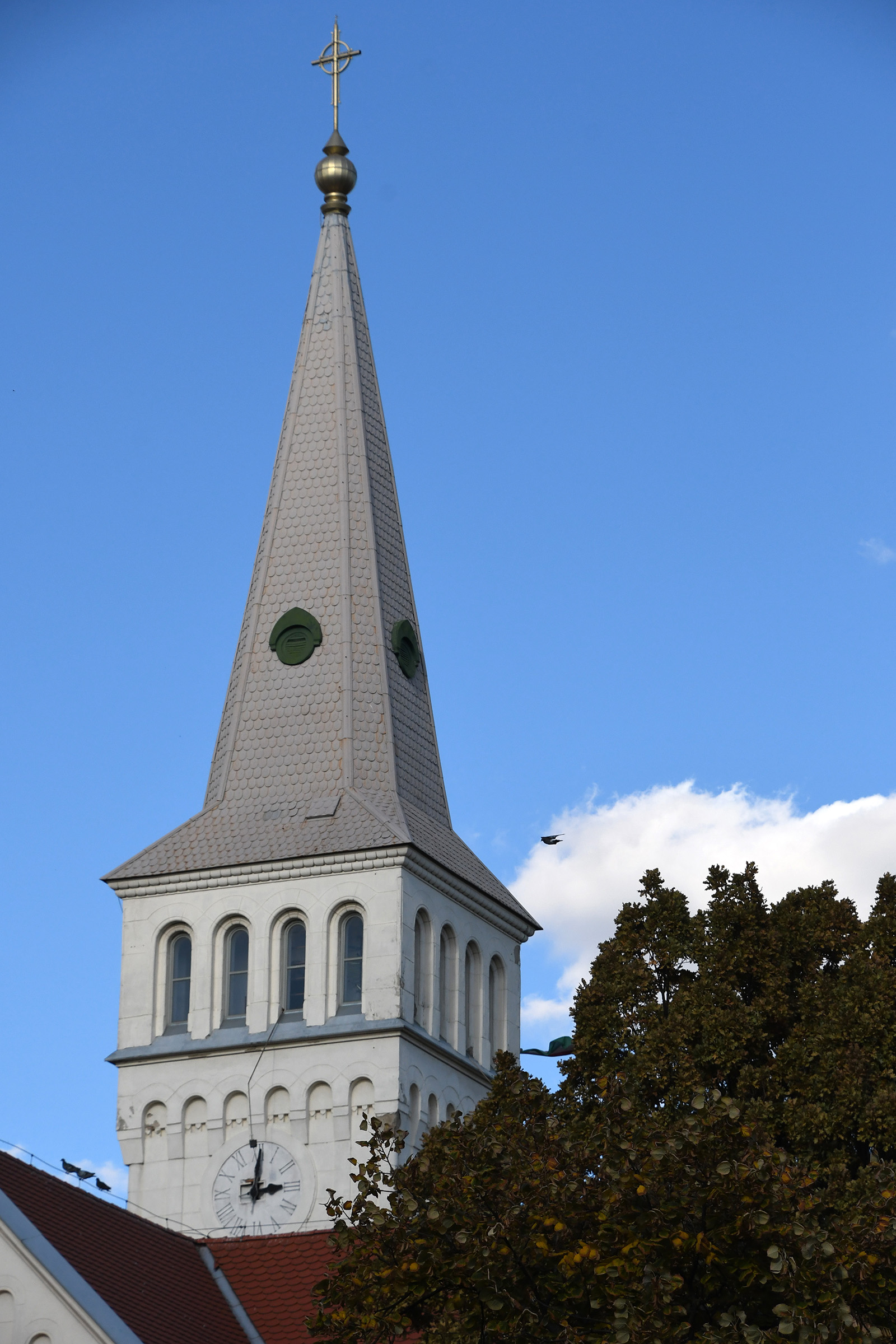
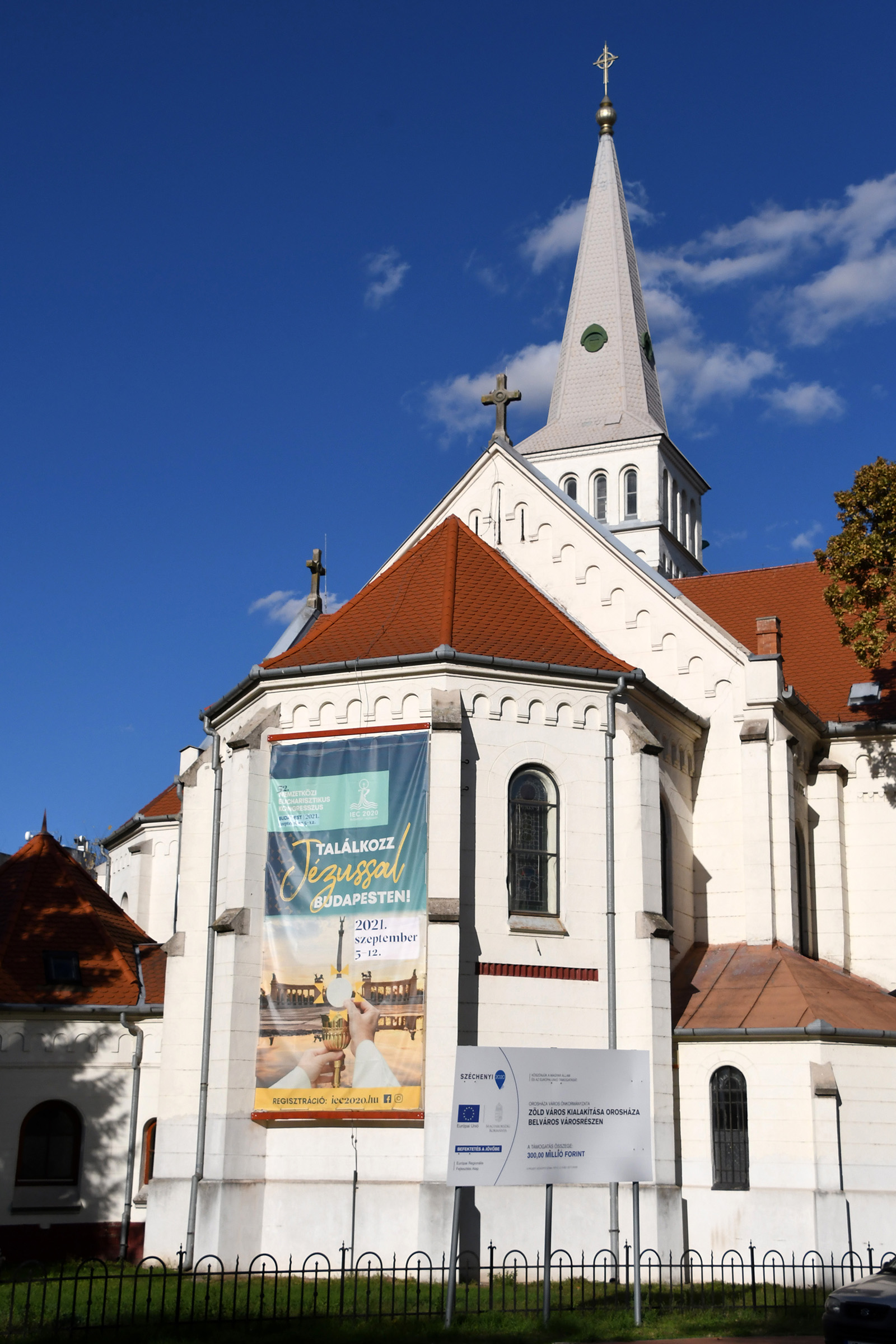
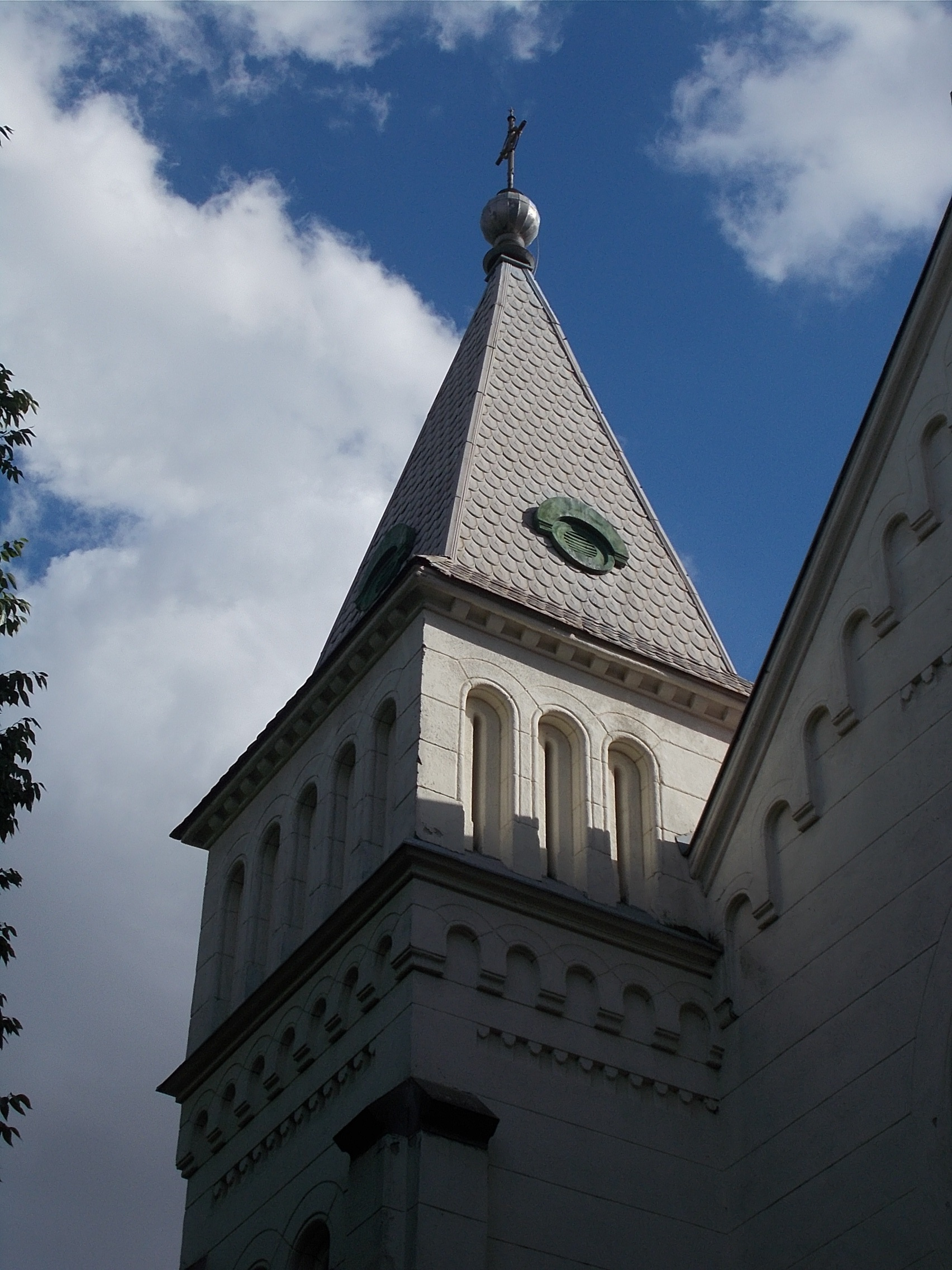
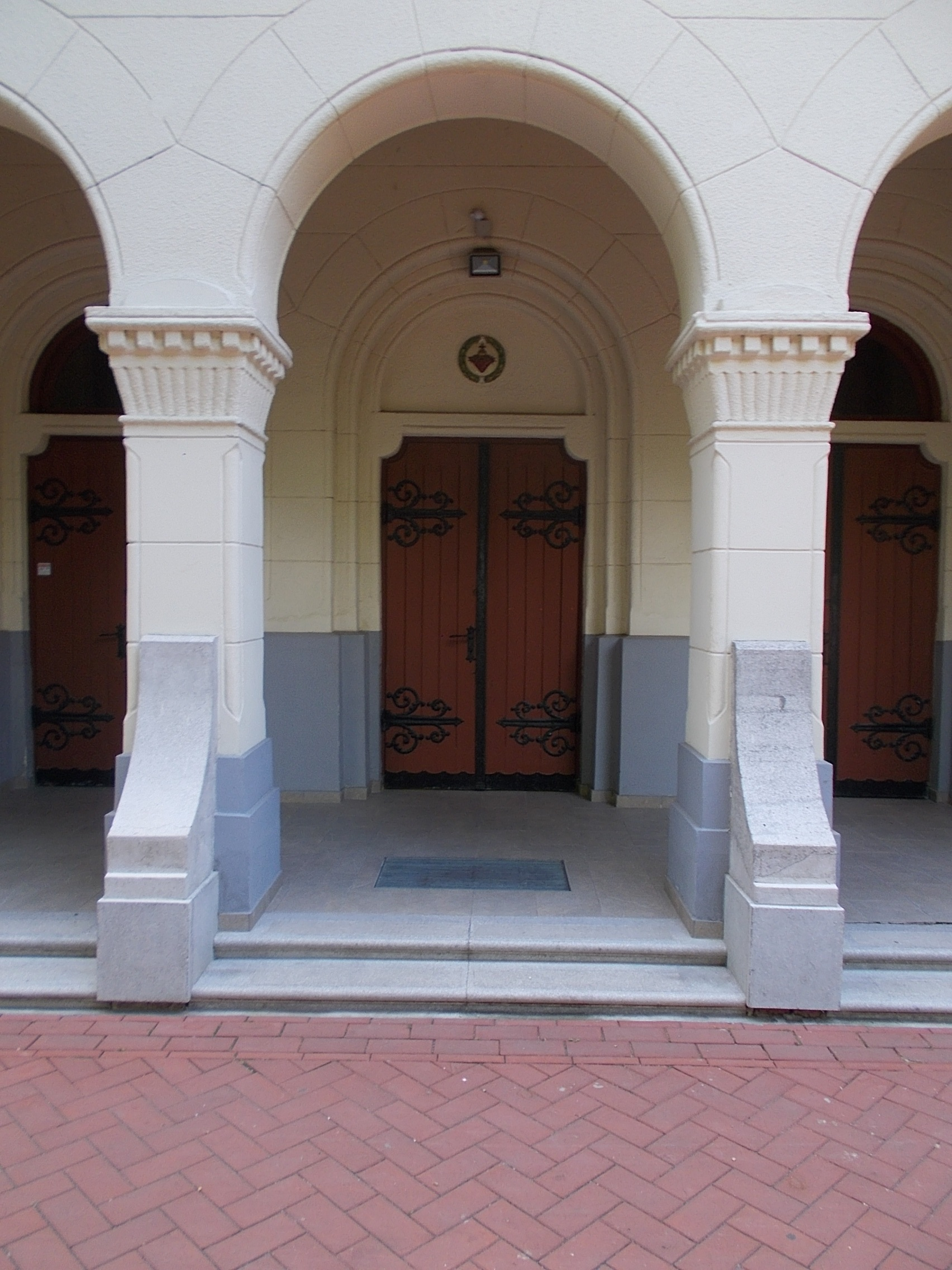
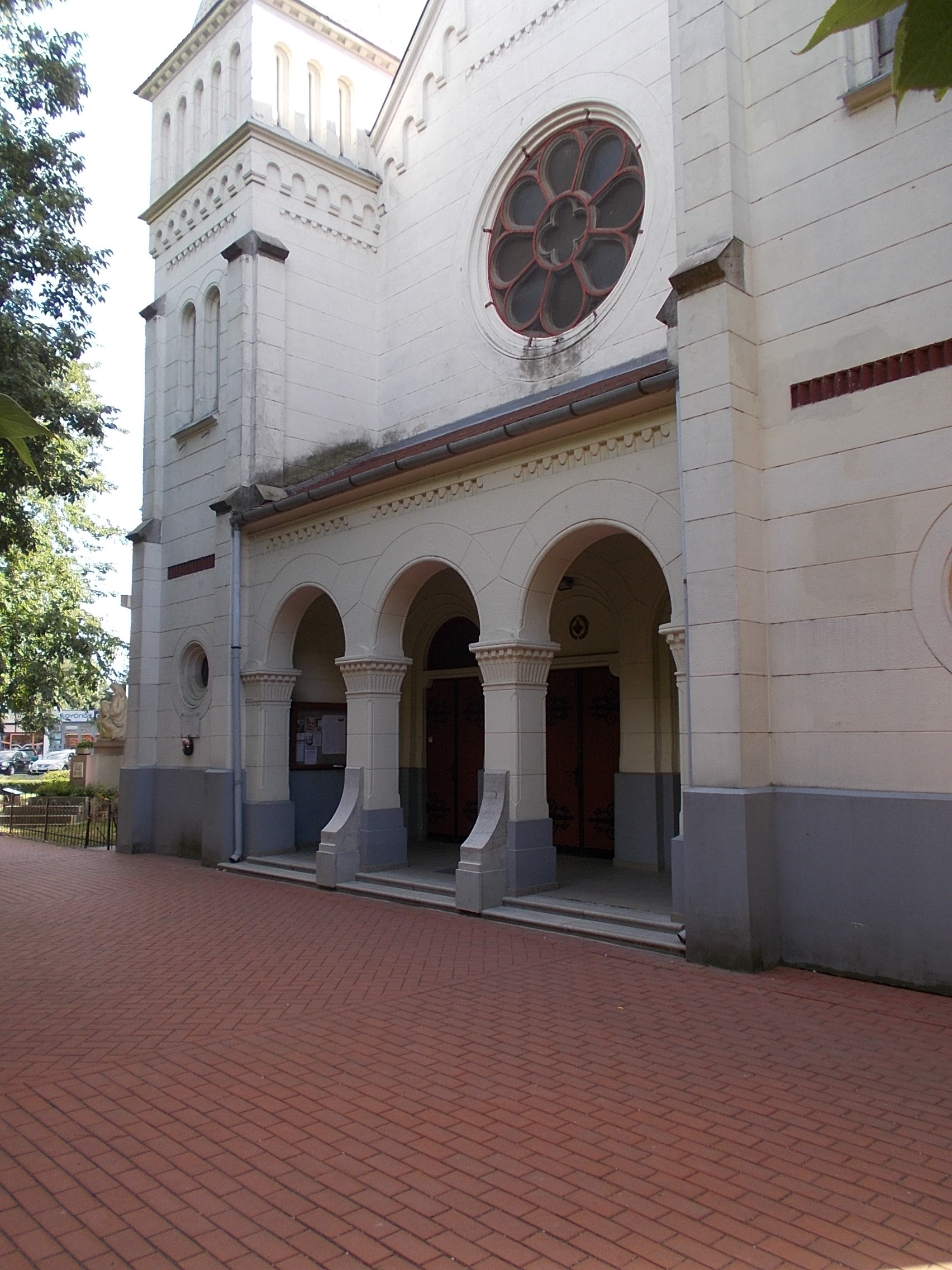
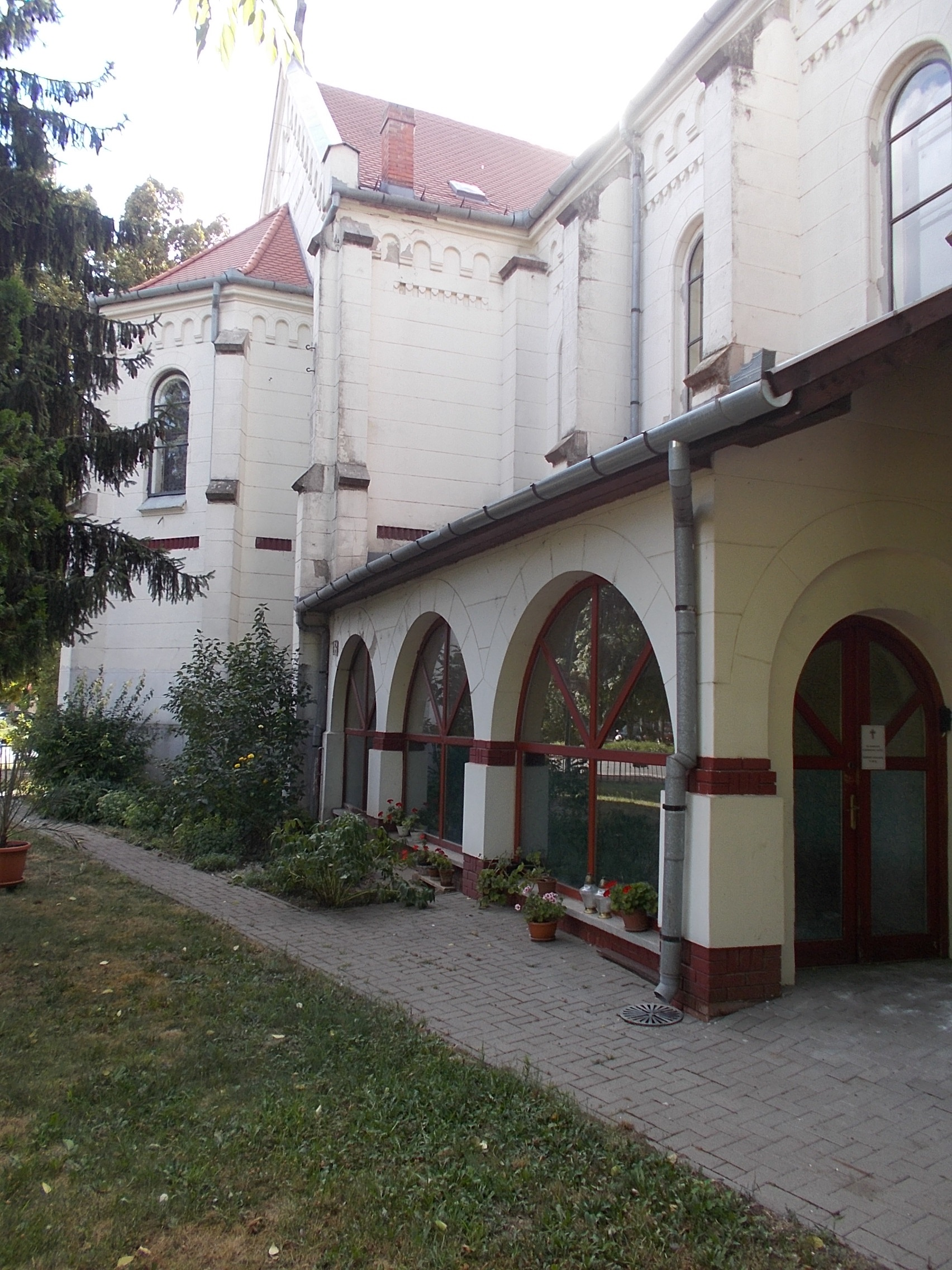